# Гонсалес, Освальдо
Освальдо Алексис Гонсалес Сепульведа (исп. Osvaldo Alexis González Sepúlveda; 10 августа 1984, Консепсьон, Чили) — чилийский футболист, защитник клуба «Толука» и сборной Чили.

## Клубная карьера
Гонсалес — воспитанник клуба «Универсидад де Консепсьон» из своего родного города. В 2005 году он дебютировал за основной состав. В 2009 году Освальдо перешёл в «Универсидад де Чили». 15 февраля в матче против «Кобрелоа» он дебютировал за новый клуб в чилийской Примере. 14 марта  в поединке против «Аудакс Итальяно» Освальдо забил свой первый гол за «Универсидад де Чили». В своём дебютном сезоне он стал чемпионом страны.
В начале 2010 года Гонсалес перешёл в мексиканский клуб «Толука». 17 января в матче против «Гвадалахары» он дебютировал в мексиканской Примере. 4 апреля в поединке против «Эстудиантес Текос» Освальдо забил свой первый гол за «Толуку». В своём дебютном сезоне Гонсалес помог клубу выиграть чемпионат. 16 сентября 2010 года в матче Лиги чемпионов КОНКАКАФ против «Пуэрто-Рико Айлендерс» он забил гол.
Летом 2011 года Гонсалес на правах аренды вернулся в «Универсидад де Чили». В том же году он помог команде выиграть Южноамериканский кубок, отличившись в матче против бразильского «Васко да Гама». 20 апреля 2012 года в поединке Кубка Либертадорес против колумбийского «Атлетико Насьональ» Освальдо забил гол. В составе «Универсидада» Гонсалес трижды выиграл чемпионат, дважды Кубок и один раз Суперкубок Чили. Летом 2016 года он вернулся в «Толуку».

## Международная карьера
26 января 2008 года в товарищеском матче против сборной Японии Гонсалес дебютировал за сборную Чили.

## Достижения
Командные
 «Универсидад де Чили»
- Чемпионат Чили по футболу — Апертура 2009
- Чемпионат Чили по футболу — Клаусура 2011
- Чемпионат Чили по футболу — Апертура 2012
- Чемпионат Чили по футболу — Апертура 2014
- Обладатель Кубка Чили — 2012/2013
- Обладатель Кубка Чили — 2015
- Обладатель Суперкубка Чили — 2015
- Обладатель Южноамериканского кубка — 2011

 «Толука»
- Чемпионат Мексики по футболу — Бисентенарио 2010